# Michaël Bournival
Michaël Bournival (* 31. Mai 1992 in Shawinigan, Québec) ist ein ehemaliger kanadischer Eishockeyspieler. Der linke Flügelspieler bestritt in seiner vergleichsweise kurzen Profikarriere 127 Partien für die Canadiens de Montréal und die Tampa Bay Lightning in der National Hockey League.

## Karriere
Michaël Bournival begann seine Laufbahn in der Stadt Trois-Rivières, bevor er 2008 zu den Cataractes de Shawinigan in die Ligue de hockey junior majeur du Québec (LHJMQ) wechselte. In seiner Debütsaison 2008/09 etablierte er sich bereits als Stammspieler und bestritt auch in den Play-offs alle 21 Spiele, bevor die Mannschaft in der Finalserie an den Voltigeurs de Drummondville scheiterte. In der folgenden Spielzeit konnte er auch seine Punktausbeute steigern und erzielte 62 Scorerpunkte in 58 Spielen.
Im NHL Entry Draft 2010 wurde Bournival daraufhin in der dritten Runde an insgesamt 71. Position von der Colorado Avalanche gedraftet. Bereits im November 2010 wurden seine NHL-Rechte aber im Tausch für den Verteidiger Ryan O’Byrne an die Canadiens de Montréal abgegeben. Am 21. Dezember 2011 unterzeichnete er einen Einstiegsvertrag über drei Jahre mit den Canadiens.

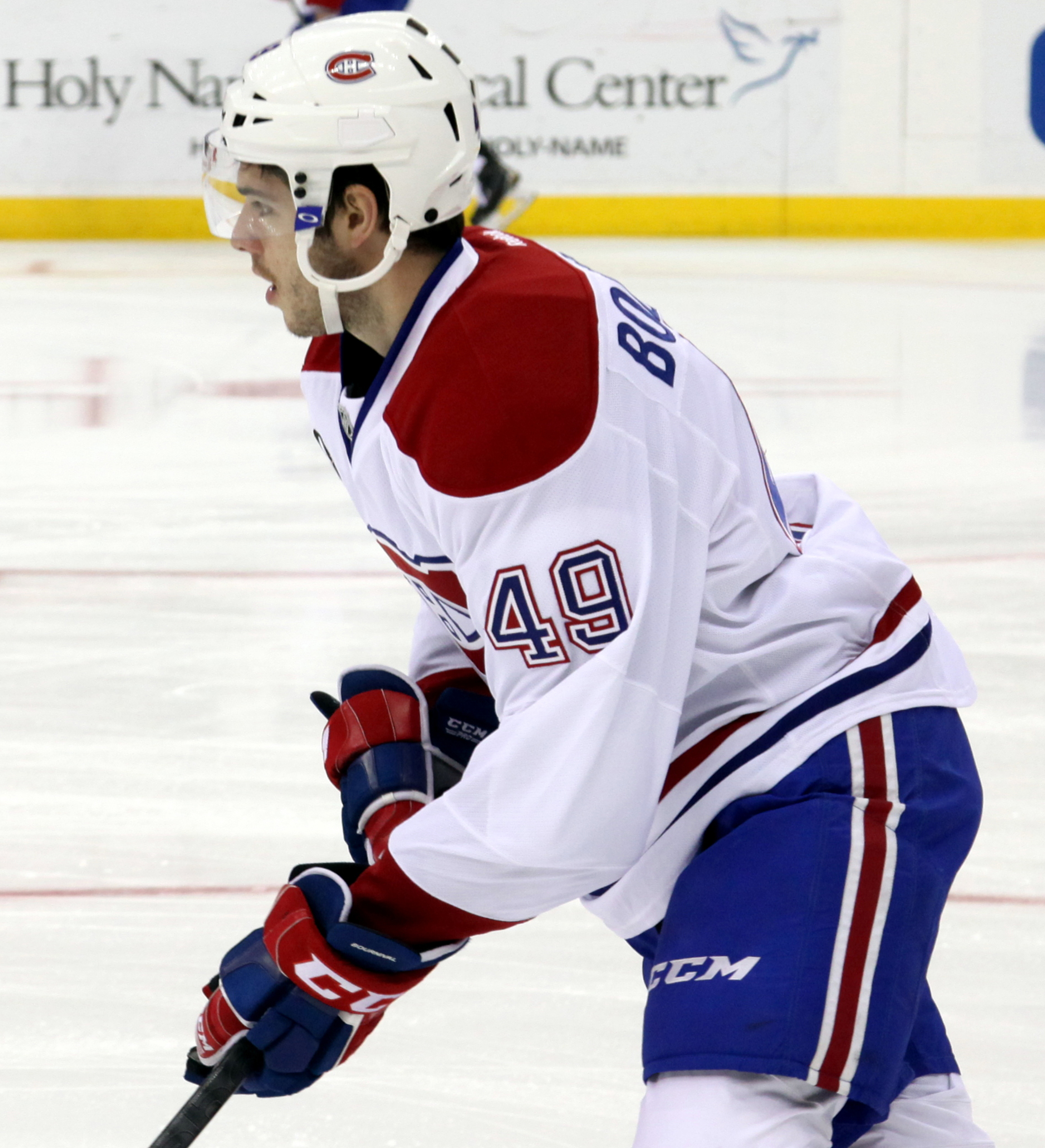
Bournival im Trikot der Canadiens (2015)

Vor der Saison 2010/11 wurde Bournival zum Mannschaftskapitän der Cataractes ernannt und führte die Mannschaft daraufhin zweimal in Folge in die Play-offs, wobei er jeweils unter den besten vier Scorern des Teams war. Obwohl die Mannschaft in den Play-offs der Saison 2011/12 bereits in der zweiten Runde scheiterte, waren die Cataractes als Gastgeber für den Memorial Cup 2012 qualifiziert. Nach zwei Siegen in der K.o.-Runde besiegten die Cataractes schließlich im Finale auch die London Knights mit 2:1 und gewannen damit den ersten Memorial Cup ihrer Franchise-Geschichte. Bournival schloss das Turnier mit sieben Punkten aus sechs Spielen ab und gab auch den entscheidenden Assist zum Siegtor von Anton Slobin.
Zur Saison 2012/13 wechselte er schließlich zu den Hamilton Bulldogs, dem damaligen Farmteam der Canadiens de Montréal, in die American Hockey League und schloss die Saison mit 30 Punkten als drittbester Scorer des Teams ab. Zur Saison 2013/14 stand Bournival daraufhin erstmals im NHL-Kader der Canadiens und gab sein Debüt am 5. Oktober 2013 gegen die Philadelphia Flyers. Zwölf Tage später schoss er sein erstes Tor beim Sieg gegen die Columbus Blue Jackets.
Nachdem er in der Spielzeit 2015/16 ausschließlich beim neuen Farmteam der Canadiens, den St. John’s IceCaps zum Einsatz gekommen war, wurde sein Vertrag nach vier Jahren in Montréal nicht verlängert. In der Folge schloss er sich im Juli 2016 als Free Agent den Tampa Bay Lightning an. Dort kam er in den folgenden Jahren überwiegend bei den Syracuse Crunch in der AHL zum Einsatz, ehe er seine aktive Karriere bereits im Sommer 2019 für beendete erklärte.

### International
Erstmals vertrat Bournival seine Heimatprovinz Québec bei der World U-17 Hockey Challenge 2009, bei der er fünf Punkte in fünf Spielen erzielte. Bei der U18-Junioren-Weltmeisterschaft 2010 stand er daraufhin erstmals für das Team Canada auf dem Eis. Zwei Jahre später stand er erneut im Kader der Junioren-Auswahl und gewann mit der Mannschaft bei der Junioren-Weltmeisterschaft 2012 die Bronzemedaille.

## Erfolge und Auszeichnungen
- 2010 Teilnahme am CHL Top Prospects Game
- 2012 Bronzemedaille bei der U20-Junioren-Weltmeisterschaft
- 2012 Memorial-Cup-Gewinn mit den Cataractes de Shawinigan

## Karrierestatistik

### International
Vertrat Kanada bei:
- U18-Junioren-Weltmeisterschaft 2010
- U20-Junioren-Weltmeisterschaft 2012

(Legende zur Spielerstatistik: Sp oder GP = absolvierte Spiele; T oder G = erzielte Tore; V oder A = erzielte Assists; Pkt oder Pts = erzielte Scorerpunkte; SM oder PIM = erhaltene Strafminuten; +/− = Plus/Minus-Bilanz; PP = erzielte Überzahltore; SH = erzielte Unterzahltore; GW = erzielte Siegtore; 1 Play-downs/Relegation; Kursiv: Statistik nicht vollständig)